# كهوف بنكفا
كهوف بنكفا ( بالتشيكية : Punkevní jeskyně ) هي نظام كهوف تقع شمال مدينة برنو، بالقرب من بلدة بلانسكو في جمهورية التشيك. يتدفق نهر بونكفا عبرها. يبلغ عمقه حوالي 138.7 مترًا وهو أيضًا الأعمق من نوعه (نوع ثقب الضوء) في أوروبا الوسطى. وهو منطقة جذب سياحي شهيرة في المنطقة، بالإضافة إلى جذب مستكشفي الكهوف والغواصين التقنيين المحترفين.

## روابط خارجية
- الموقع الرسمي لكهوف بانكفا باللغة الإنجليزية